# Нове Страшеци
Нове Страшеци (чеш. Nové Strašecí) град је у Чешкој Републици. Град се налази у управној јединици Средњочешки крај, у оквиру којег припада округу Раковњик.

## Становништво
Према подацима о броју становника из 2014. године град је имао 5.302 становника.